# Jelle van Dael
Jelle van Dael (Opglabbeek, 2 mei 1990) is een Belgische zangeres en voormalig presentatrice op JIM.

## Biografie
Van Dael groeide op in Opglabbeek.
In 2008 nam ze deel aan de talentenjacht Let's Go Lasgo op JIM, waarin een opvolgster van zangeres Evi Goffin voor danceformatie Lasgo gezocht werd. In augustus 2008 werd ze voor het eerst aan het grote publiek voorgesteld tijdens de laatste opname van Tien om te zien in Blankenberge (uitgezonden in september op VTM), waar ze Out of My Mind zong.
In 2010 nam ze deel aan Sterren op de Dansvloer. Voorts verschenen er fotoreportages van haar in P-Magazine en Ché.
In het najaar van 2013 ging ze aan de slag bij televisiezender JUST.
In 2014 begon Jelle aan een solocarrière. In september 2014 bracht ze haar eerste single, Lie machine, uit. Haar tweede solosingle kwam uit in 2015 en had de naam Another Day.
In 2018 bracht ze samen met DJ Coone het nummer Superman uit.
In 2020 volgde We Are Warriors, een samenwerking met dj MANDY. Dit nummer werd geschreven voor Nationale Vrouwendag.
In 2023 maakte ze haar muzikale comeback met een drie nieuwe singles: Lovedrunk, Unstoppable en Me Forever.
In 2024 nam ze deel aan Sing Again op VTM.

## Discografie

### Singles
| Single met hitnotering(en) in de Vlaamse Ultratop 50 | Datum van verschijnen | Datum van binnenkomst | Hoogste positie | Aantal weken | Opmerkingen |
| ---------------------------------------------------- | --------------------- | --------------------- | --------------- | ------------ | ----------- |
| Lie Machine                                          | 2014                  | 04-10-2014            | 28              | 6            |             |
| Another Day                                          | 2015                  | 04-04-2015            | 45              | 2            |             |